# Adolfo Schwelm Cruz
Adolfo Julio Carlos Schwelm Cruz Jr, detto Teddy il cui vero cognome era però solo Schwelm, ma essendo di difficile pronuncia i giornalisti aggiunsero quindi Cruz (Buenos Aires, 28 giugno 1923 – Buenos Aires, 10 febbraio 2012), è stato un pilota automobilistico argentino.
Corse il Gran Premio d'Argentina nel 1953 al volante di una Cooper T20.

## Risultati in Formula 1
| 1953 | Scuderia           | Vettura |     |  |  |  |  |  |  |  |  | Punti | Pos. |
| ---- | ------------------ | ------- | --- |  |  |  |  |  |  |  |  | ----- | ---- |
| 1953 | Cooper Car Company | T20     | Rit |  |  |  |  |  |  |  |  | 0     |      |

| Legenda | 1º posto     | 2º posto | 3º posto    | A punti         | Senza punti/Non class.  | Grassetto – Pole position Corsivo – Giro più veloce |
| Legenda | Squalificato | Ritirato | Non partito | Non qualificato | Solo prove/Terzo pilota | Grassetto – Pole position Corsivo – Giro più veloce |